# Lee-Roy Newton
Lee-Roy Newton (ur. 19 grudnia 1978) – południowoafrykański lekkoatleta specjalizujący się w krótkich biegach sprinterskich.

## Sukcesy sportowe
- wielokrotny medalista mistrzostw RPA, m.in.
  - w biegu na 100 metrów – trzykrotnie srebrny (2001[1], 2004[2], 2006[3]) oraz brązowy (2003[4])
  - w biegu na 200 metrów – srebrny (2006[5]) oraz dwukrotnie brązowy (2000[6], 2007[7])

| Rok  | Miasto            | Zawody                     | Konkurencja        | Wynik         |
| ---- | ----------------- | -------------------------- | ------------------ | ------------- |
| 1999 | Sewilla           | Mistrzostwa świata         | sztafeta 4 × 100 m | 6. miejsce    |
| 1999 | Palma de Mallorca | Uniwersjada                | sztafeta 4 x 100 m | srebrny medal |
| 1999 | Johannesburg      | Igrzyska afrykańskie       | sztafeta 4 x 100 m | złoty medal   |
| 2001 | Edmonton          | Mistrzostwa świata         | sztafeta 4 × 100 m | złoty medal   |
| 2004 | Brazzaville       | Mistrzostwa Afryki         | sztafeta 4 × 100 m | srebrny medal |
| 2006 | Bambous           | Mistrzostwa Afryki         | sztafeta 4 × 100 m | srebrny medal |
| 2006 | Melbourne         | Igrzyska Wspólnoty Narodów | sztafeta 4 x 100 m | srebrny medal |
| 2007 | Algier            | Igrzyska afrykańskie       | sztafeta 4 × 100 m | srebrny medal |

## Rekordy życiowe
- bieg na 50 metrów (hala) – 5,94 – Groningen 05/02/2005
- bieg na 60 metrów (hala) – 6,73 – Chemnitz 27/02/2004
- bieg na 100 metrów – 10,27 – Pietersburg 14/04/2000
- bieg na 200 metrów – 20,74 – Durban 06/03/1999
- bieg na 200 metrów (hala) – 21,52 – Chemnitz 27/02/2004
- bieg na 300 metrów – 33,65 – Brema 20/05/2007
- bieg na 400 metrów – 47,89 – Germiston 25/01/2002